# Alhadas (freguesia)
A Freguesia de Alhadas é uma freguesia portuguesa do município da Figueira da Foz com 31,84 km² de área e 4108 habitantes (censo de 2021) tendo, por isso, uma densidade populacional de 129 hab./km².
A 12 de julho de 1997, foi desanexada das Alhadas a vizinha freguesia dos Moinhos da Gândara.
Em 2013, no âmbito de uma reforma administrativa nacional, foi-lhe adicionado, com alguns ajustes territoriais, o território da freguesia de Brenha, entretanto extinta.
A sua sede, a vila de Alhadas, voltou a ter a categoria de vila em 30 de junho de 1989. Uma característica importante desta vila é ser uma antiga vila de emigrantes. É disso testemunho a existência de várias casas de "Brasileiros" construídas nas primeiras décadas do século XX.
Alhadas é também uma terra de padeiras onde para além do pão propriamente dito existem as broas, as tortas, os bolos das Alhadas e as rosquilhas.

## História
Alhadas foi elevada a vila no século XII, sob o domínio de D. Fraile Pais. Em documentos medievais, como o foral concedido a Montemor-o-Velho, por D. Teresa e D. Branca, Alhadas e Maiorca são já referidas.
Aliadia (Alhadinha) terá sido o primeiro nome de Alhadas. Depois de ser tornado vila, em meados do século XII, foi considerada ou designada como Couto de Alhadas. Foi sede de concelho até ao início do século XIX, passando então a freguesia do extinto concelho de Maiorca até 1853 e recebeu foral de D. Manuel I, em Agosto de 1514.
Na sua história mais recente, como curiosidade regista-se o facto de Alhadas ter sido um esconderijo para muitos daqueles que procuravam a liberdade aquando da ditadura salazarista. Álvaro Cunhal, por exemplo, esteve hospedado nessa época, na casa de um ex-companheiro de tropa, na serra das Alhadas.
A 30 de junho de 1989, a sede da freguesia voltou a ter o título de vila. O topónimo "Alhadas" tem várias versões, podendo ser um termo medieval "Alhadias", designativo de uma lendária aliança estabelecida entre a referida povoação com Maiorca e Quiaios, para uma mais sólida defesa perante as investidas mouriscas, no período da reconquista cristã. No entanto o nome de Alhadas poderá derivar do vocábulo árabe "Alheda", do verbo "hadda" que quer dizer militar, terminal ou limite.[carece de fontes?]

## Demografia
A população registada nos censos foi:
| Distribuição da população por grupos etários | Distribuição da população por grupos etários | Distribuição da população por grupos etários | Distribuição da população por grupos etários | Distribuição da população por grupos etários | Distribuição da população por grupos etários |
| -------------------------------------------- | -------------------------------------------- | -------------------------------------------- | -------------------------------------------- | -------------------------------------------- | -------------------------------------------- |
| Antes da agregação                           |                                              |                                              |                                              |                                              |                                              |
| Ano                                          | 0-14 anos                                    | 15-24 anos                                   | 25-64 anos                                   | >= 65 anos                                   | Total                                        |
| 2001                                         | 624                                          | 661                                          | 2752                                         | 983                                          | 5020                                         |
| 2011                                         | 617                                          | 489                                          | 2794                                         | 1094                                         | 4994                                         |
| Após a agregação                             |                                              |                                              |                                              |                                              |                                              |
| Ano                                          | 0-14 anos                                    | 15-24 anos                                   | 25-64 anos                                   | >= 65 anos                                   | Total                                        |
| 2021                                         | 445                                          | 352                                          | 2093                                         | 1218                                         | 4108                                         |

## Património
- Monumentos da Serra da Brenha, dentre os quais se destaca um monumento megalítico conhecido por Dólmen das Carniçosas.
- Capela de Nossa Senhora da Esperança